# Sigismondo Damiani
Sigismondo Damiani (Ripatransone, 2 novembre 1880 – San Liberato, 9 maggio 1944) è stato un francescano e militare italiano appartenetene all'Ordine dei Frati Minori.

## Biografia
Sigismondo Damiani nasce a Ripatransone il 2 novembre 1880 da Saverio Damiani. Chiamato alla leva militare presso il distretto di Ascoli Piceno, dopo il congedo ottenuto il 2 luglio 1890, dal 1902 al 1913 fu richiamato alle armi quattro volte: la prima il 26 giugno 1901 e inviato nella 1º Compagnia di Sanità a Imperia, la seconda il 12 ottobre 1904, la terza il 15 giugno 1909 e inviato nella milizia mobile, e la quarta il 31 dicembre 1913 e inviato nella milizia territoriale. Oltre al servizio militare, all'età di 15 anni fu accolto come postulante nel 1895 dai frati minori del convento di San Liberato per poi entrare nell'ordine francescano al convento di Colfano nel 1898. Il 9 luglio 1905 fu ordinato sacerdote a Urbino dall'arcivescovo Giovanni Maria Santarelli.
Con lo scoppio della prima guerra mondiale, fu richiamato alle armi il 17 maggio 1915 e, una volta giunto in territorio di guerra nella 7° Compagnia di Sanità, fu nominato cappellano militare degli Alpini e tenente il 27 maggio dello stesso anno. Conclusa la guerra, riprese la vita religiosa e ritornò a Colfano. Dopo il terremoto di Senigallia del 1930, si attivò a sostegno della parrocchia di San Giovanni Battista insieme al fratello Amedeo, anch'egli frate minore, ricostruendo la chiesa, il convento e le case parrocchiali. Nel 1933 fu nominato padre superiore del convento di San Liberato e, iniziando a restaurare il convento, diede nuova vita al luogo apportandovi anche alcune migliorie, pubblicizzò il santuario e sistemò le strade per arrivarvi.

### Seconda guerra mondiale
Con lo scoppio della seconda guerra mondiale, il 16 marzo 1944, dopo che il gruppo partigiano 201 fu sciolto per decisione del Comando di Vestignano e del Comitato di Liberazione Nazionale di Macerata, alcuni partigiani precedentemente sotto il comando di Emanuele Lena occuparono il convento, suscitando un leggero malcontento tra confratelli perché c'era il rischio che la loro presenza rappresentasse un problema per la sicurezza, causando un compromesso agli occhi dei nazifascisti. Francesco Sargolini, spia ed ex soldato fascista, avvertì i nazisti della presenza delle truppe della Resistenza nella struttura e l'unità II° Brandenburg 3, che stava compiendo un'operazione di rastrellamento antipartigiana nella zona, fu inviata. Giunti nella frazione, minacciarono Sigismondo di morte per aver ospitato i partigiani e per il ritrovamento di una doppietta che, in sua difesa, disse che gli serviva per difendersi dai lupi che infestavano il bosco, convincendo i nazisti. Il 23 marzo Francesco Sargolini si presentò al convento con la scusa di far dire una messa e si confrontò con Sigismondo che gli confidò di possedere un revolver non trovato da nazisti, arma che conservava in ricordo della sua vita militare. Dopo circa tre, i partigiani catturarono e uccisero Sargolini che scaricò la colpa della chiamata dei nazifascisci su Sigismondo.
Le false voci su di lui girarono tra i membri della Resistenza, fino a quando, intorno alle 15:00 del 9 maggio, alcuni ignoti fuggiti dal campo di concentramento di Sforzacosta giunsero in convento con la scusa di parlare con lui. Fra Enrico Secondini, che ascoltò la richiesta, avvertì Sigismondo che l'accolse. Uscito all'esterno, venne catturato e ferito a colpi di pistola poco distante, per poi trovare la morte nel convento di fronte ai resti di Liberato da Loro dopo che il nipote, padre Quinto Damiani, e fra Enrico lo recuperarono.
Nel dopoguerra, nei processi penali che ne seguirono, video come imputati le SS e il gruppo di Piobbico. Quest'ultimi furono assolti per insufficienza di prove, ma in sede di Appello l’11 marzo 1954 la causa fu riaperta e le nuove testimonianze diedero conferma di colpevolezza. Dalle testimonianze rilasciate da vari partigiani, tutti i sospetti su padre Damiani parvero infondati, piuttosto venne sottolineata la sua collaborazioni alla Resistenza italiana.